# Tellenburg
Die Tellenburg ist die Ruine einer Höhenburg aus dem 12. Jahrhundert auf dem Schlosshubel oberhalb der Gemeinde Frutigen im Kanton Bern. Die Burg diente zur Kontrolle des Lötschenpasses in der Nähe der Felsenburg Kandergrund.

## Geschichte

Um 1820

Um 1200 wurde die Burg von den Freiherren von Kien erbaut. Die Befestigungen wurden im 13. und 14. Jahrhundert weiter ausgebaut. 1400 erwarb Bern das ganze Frutigtal und machte die Tellenburg zum Sitz des bernischen Landvogtes.

1798 wurde die Burg zu einer Armenanstalt umgewandelt. 1885 fiel sie einem Brand zum Opfer.